# 현대자동차 인도

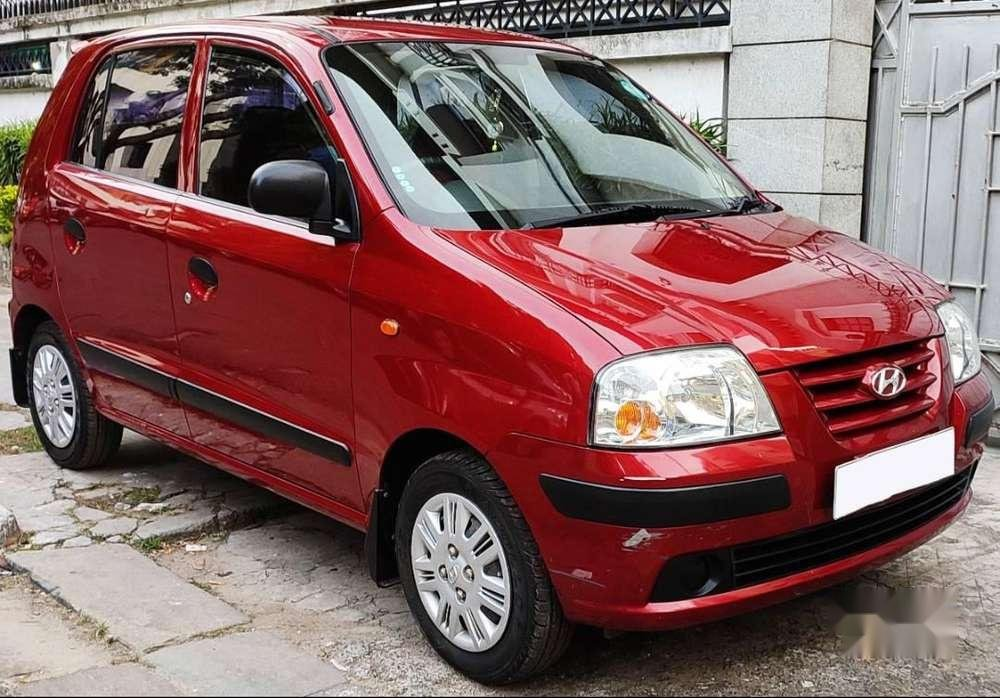
현대 싼트로 씽 (단종-2015)은 인도에서 성공적인 자동차였다. HMIL에서만 제조되었다.

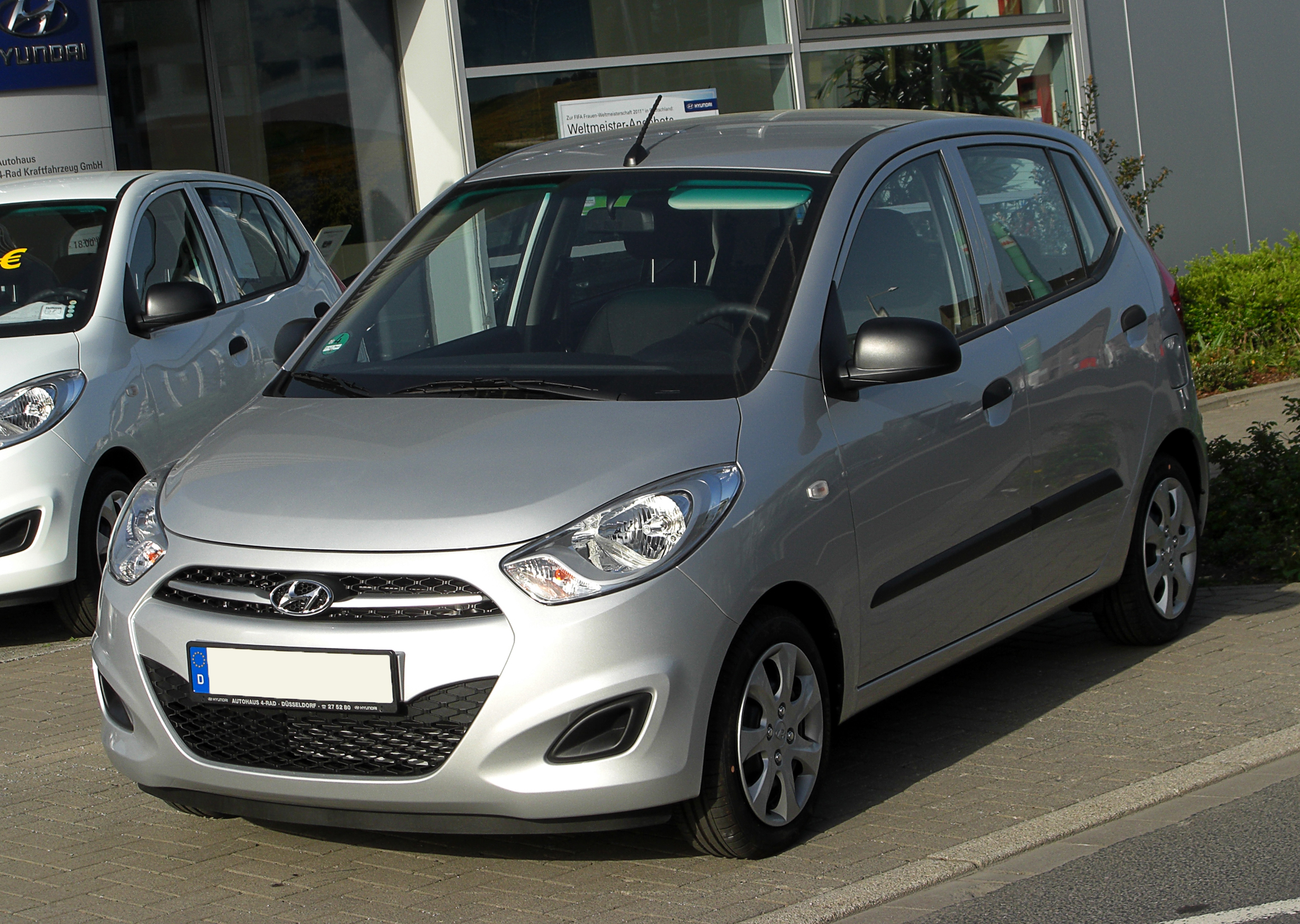
현대 i10 (단종-2016)은 HMIL에서만 독점적으로 제조되었다.

현대자동차 인도는 대한민국의 자동차 제조업체인 현대자동차의 인도 자회사로, 인도에서 판매량 기준으로 두 번째로 큰 자동차 제조업체이다.

## 역사
현대자동차 인도 법인은 1996년 5월 6일 대한민국의 현대자동차에 의해 설립되었다. 현대자동차가 1996년 인도 자동차 시장에 진출했을 때 현대 브랜드는 인도 전역에서 거의 알려지지 않았다. 1996년 현대가 진출할 당시 인도에는 마루티, 힌두스탄 모터스, 프리미어 자동차, 타타, 마힌드라 등 5개 주요 자동차 제조업체만 있었다. 대우는 불과 3년 전 씨엘로로 인도 자동차 시장에 진출했으며, 포드 인디아, 오펠, 혼다 시엘 자동차 인도는 1년도 채 되지 않아 진출했다.
현대가 진출하기까지 10년 이상 동안 마루티 스즈키는 승용차 부문에서 거의 독점을 누렸다. 왜냐하면 타타 자동차와 마힌드라 & 마힌드라는 오직 유틸리티 및 상업용 차량 제조업체였고, 힌두스탄과 프리미어는 모두 구식이고 경쟁력 없는 제품을 만들었기 때문이다.
HMIL의 첫 번째 자동차인 현대 싼트로는 1998년 9월 23일에 출시되어 큰 성공을 거두었다. 창립 몇 개월 만에 HMIL은 인도에서 두 번째로 큰 자동차 제조업체이자 가장 큰 자동차 수출업체가 되었다. 현대자동차 인도 법인(HMIL)은 대한민국 현대자동차(HMC)의 전액 출자 자회사이며, 인도에서 두 번째로 큰 승용차 수출업체이자 두 번째로 큰 자동차 제조업체이다.
2007년, HMIL은 EEPC로부터 승용차 수출 1위 회사로 선정됐으며, 2021년에는 23여 년 만에 누적 생산량 1000만 대를 돌파했다.
현대는 1996년에 공장 건설을 시작했다. 1996년 12월 10일 플랜트 1의 기공식이 열렸다. 당시 김양수 씨가 현대자동차 인도 법인의 전무이사였다.
인도 현지 리더십 팀은 AP 간디, BVR 서부, G.S. 라메시가 관리했다. AP 간디는 설립 후 몇 년간 사장을 역임했다. BVR 서부는 딜러 개발 및 판매를 담당하는 마케팅 이사였다. 그는 2006년에 현대자동차 인도를 사임했다.
HMC는 하이데라바드의 사이버 시티에 연구 개발 시설(현대자동차 인도 엔지니어링 – HMIE)을 설립했다.
HMC의 소형차 글로벌 수출 허브로서 HMIL은 인도에서 10년 만에 100만 대 수출을 달성한 최초의 자동차 회사가 되었다. HMIL은 현재 87개국 이상에 자동차를 수출하고 있다.
2012년 7월, 마케팅 및 판매 이사 아르빈드 삭세나는 회사에서 7년간 근무한 후 직책을 사임했다.
2018년 8월, 현대 인도 판매 및 마케팅 이사 라케시 스리바스타바는 6년간 근무한 후 직책을 사임했다.
2018년 12월 4일, 현대자동차 인도 법인은 즉시 최고 경영진 변경을 발표했다. 김선섭은 구영열로부터 MD 및 CEO 책임을 맡았다.
2019년, 현대자동차는 추가 EV 생산 라인에 약 1.1조 원을 투자하여 코나 일렉트릭 생산을 시작했다.
2022년, 현대자동차 인도 공장은 외부 발전사를 통해 약 85%의 전력을 친환경 에너지원으로 공급받고 있다. 더불어 모듈공장 내 지붕 면적 13,028m²를 활용해 1.9MWp 규모의 거치형 태양광 발전 시스템 설치를 진행 중이다.
2024년 6월 15일, 현대자동차 인도는 기업공개를 위해 인도 증권거래위원회에 예비 투자 설명서를 제출했다.

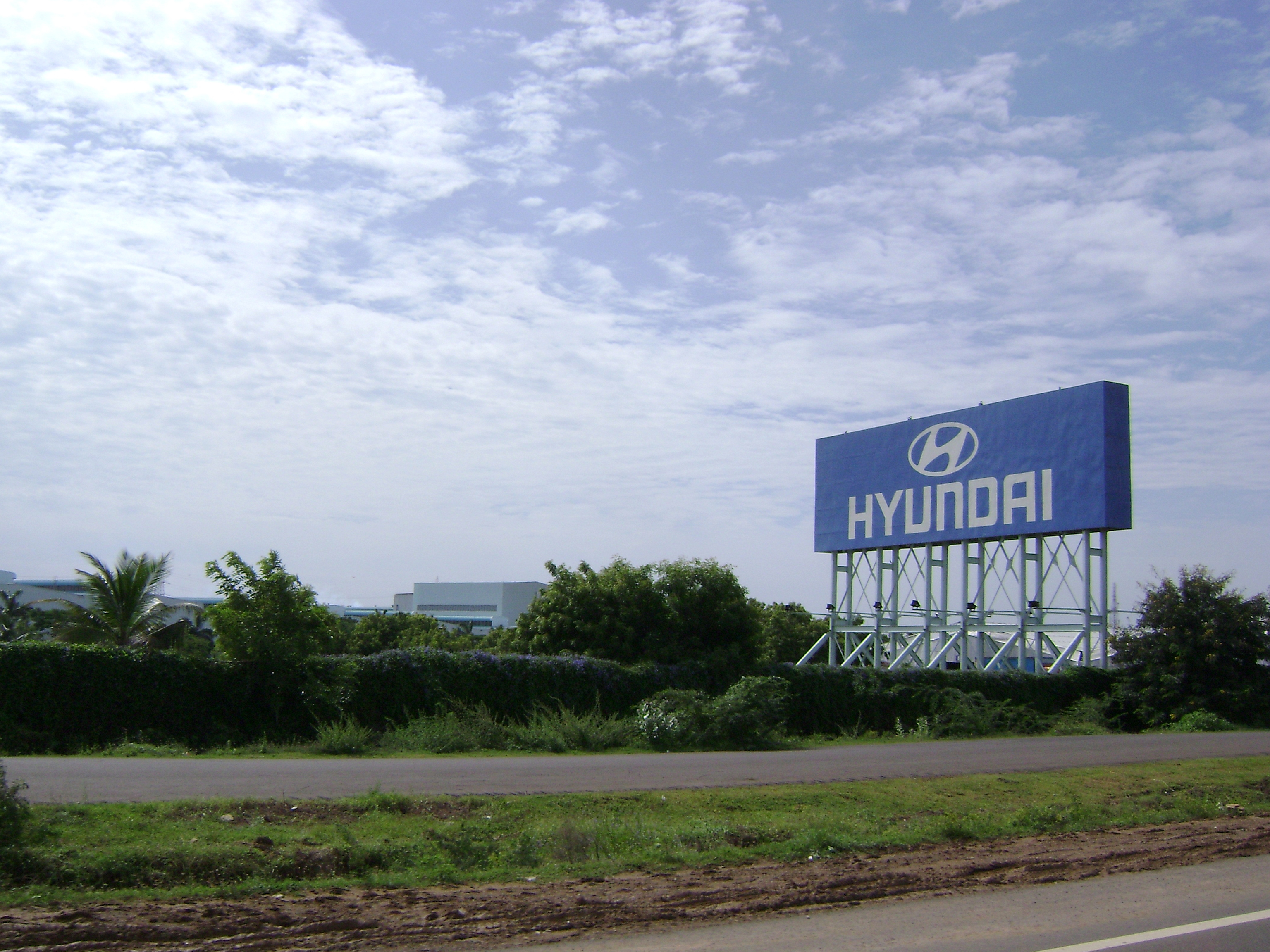
첸나이 근처의 현대 제조 공장.

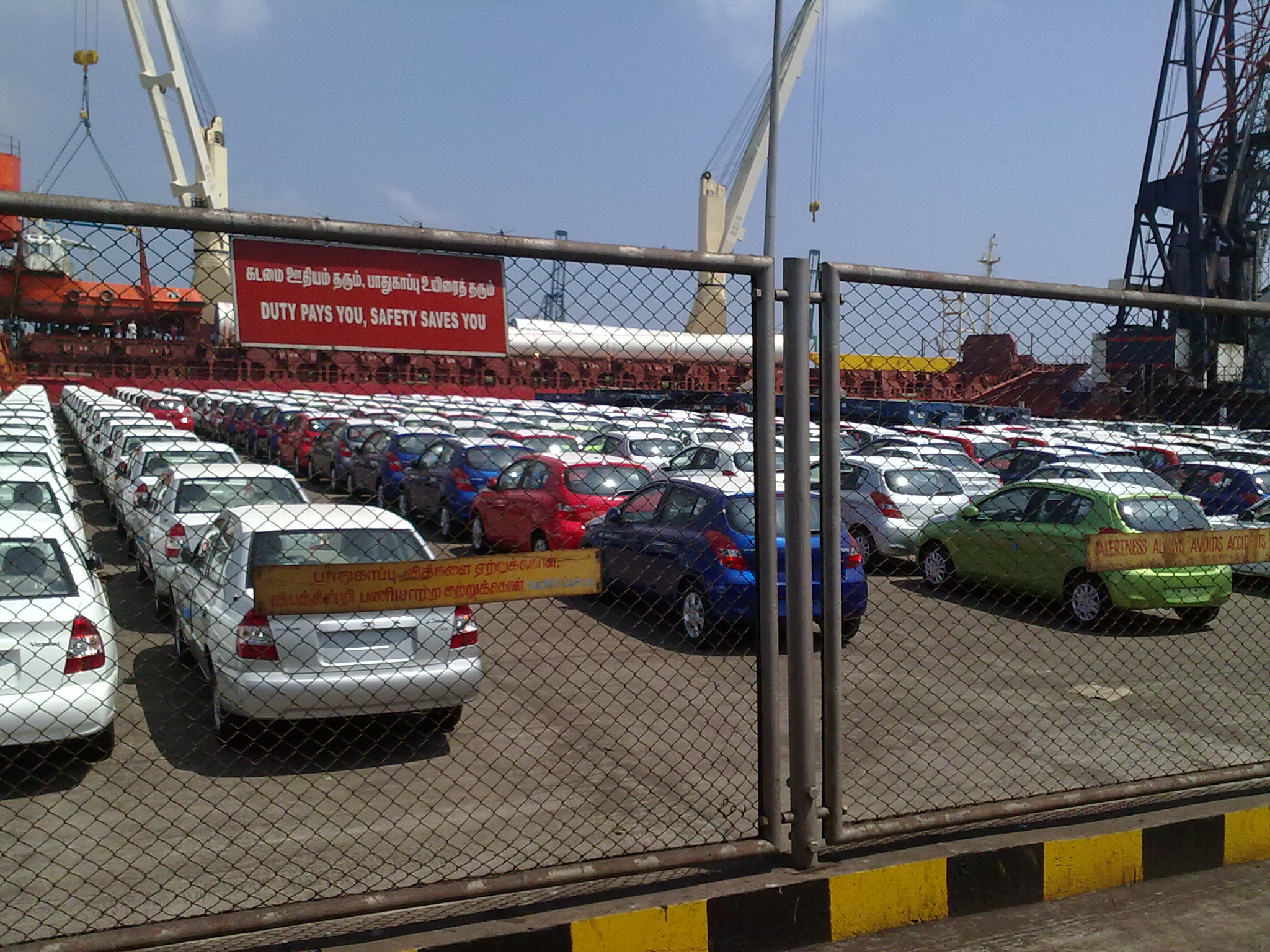
항구에 있는 현대차.

## 제조 시설
HMIL은 타밀나두주 이룬갓투코타이에 한 곳, 마하라슈트라주 탈레가온에 다른 한 곳 등 두 개의 제조 공장을 보유하고 있다. 이룬갓투코타이 공장은 연간 850,000대의 차량을 생산할 수 있다.

## R&D 센터
현대자동차 인도 엔지니어링(HMIE)은 대한민국 현대자동차의 전액 출자 자회사로, 텔랑가나주 하이데라바드에 위치하고 있다. HMIL은 2006년 11월 HMIE를 설립했으며, 인도 시장을 위한 현대자동차의 인기 있는 신모델 개발에 기여했으며, 이온을 시작으로 현재 "i" 시리즈, 그리고 크레타와 같은 SUV 부문에서도 기여하고 있다. 현대자동차의 다른 해외 R&D 센터는 미국, 독일, 일본, 한국, 중국에 위치하고 있다.

## 글로벌 품질 센터
인도 품질 센터(INQC)는 미국, 중국, 유럽, 중동에 있는 5개 전 세계 품질 센터 중 하나이다.
하리아나주 파리다바드에 위치한 인도 센터는 기존 모델의 내구성 연구를 수행하고 지속적인 개선을 위한 부품 및 시스템의 벤치마킹을 수행할 것이다.
센터의 주요 활동은 "파일럿 단계부터 신차 개발에 기여하여 무결점의 고품질 제품을 만드는 것"이다.
센터는 또한 적극적인 고객 중심 관리 시스템을 통해 "최고 수준의 안전 품질"을 보장하고 잠재적 위험을 제거하기 위해 고객의 피드백을 이해하는 역할을 담당할 것이다. 센터는 또한 시장 상황과 다른 아시아 태평양 지역을 연구하여 신차를 개발하고 지속적인 제품 품질 개선을 위한 전략을 적용하는 목표를 가지고 있다.
회사는 시설 내에 훈련 센터를 개설했다. 자체 차체 및 도장 부서를 갖출 것이다. 새로운 서비스 훈련은 딜러 인력의 전체 서비스 프로파일의 전반적인 기술 개발을 보장할 것이다.

## 모델

### 현재 모델

#### 내연기관 차량
| 모델           | 모델              | 인도 출시 | 현재 모델        | 현재 모델               |
| 모델           | 모델              | 인도 출시 | 출시 (모델 코드) | 업데이트 (페이스리프트) |
| -------------- | ----------------- | --------- | ---------------- | ----------------------- |
| 해치백         |                   |           |                  |                         |
|                | 그랜드 i10 니오스 | 2007      | 2019 (AI3)       | 2023                    |
|                | i20               | 2008      | 2020 (BC3        | 2023                    |
| 세단           |                   |           |                  |                         |
|                | 아우라            | 2020      | 2020 (AI3)       | 2023                    |
|                | 베르나            | 2006      | 2023 (BN7)       | –                       |
| SUV/크로스오버 |                   |           |                  |                         |
|                | 엑스터            | 2023      | 2023 (AI3)       | –                       |
|                | 베뉴              | 2019      | 2019 (QXi)       | 2022                    |
|                | 크레타            | 2015      | 2020 (SU2i)      | 2024                    |
|                | 알카자르          | 2021      | 2021 (SU2i LWB)  | 2024                    |
|                | 투싼              | 2005      | 2022 (NX4)       | –                       |

#### 전기차
| 모델           | 모델            | 인도 출시 | 현재 모델        | 현재 모델               |
| 모델           | 모델            | 인도 출시 | 출시 (모델 코드) | 업데이트 (페이스리프트) |
| -------------- | --------------- | --------- | ---------------- | ----------------------- |
| SUV/크로스오버 |                 |           |                  |                         |
|                | 크레타 일렉트릭 | 2025      | 2025 (SU2 EV)    |                         |
|                | 아이오닉 5      | 2023      | 2023 (NE)        |                         |

### 단종된 모델
이정표
| 모델          | 출시 | 단종 | 이미지 |
| ------------- | ---- | ---- | ------ |
| 싼트로        | 1998 | 2022 |        |
| 엑센트        | 1999 | 2013 |        |
| 쏘나타        | 2001 | 2014 |        |
| 테라칸        | 2003 | 2007 |        |
| 엘란트라      | 2004 | 2022 |        |
| 겟츠          | 2004 | 2009 |        |
| 싼타페        | 2010 | 2017 |        |
| 이온          | 2011 | 2019 |        |
| Xcent         | 2014 | 2020 |        |
| 코나 일렉트릭 | 2019 | 2024 |        |

## 판매 및 서비스 네트워크
2025년 현재 HMIL은 인도 전역에 1,366개의 판매 지점과 1,550개의 서비스 지점을 보유하고 있다. HMIL은 또한 인도 주요 대도시에서 현대 모터 플라자라는 자체 대리점을 운영하고 있다. HMIL은 마루티 스즈키에 이어 인도에서 두 번째로 큰 판매 및 서비스 네트워크를 보유하고 있다.

## 판매 및 수출
| 연도 | 국내 판매 | 수출    | 합계    |
| ---- | --------- | ------- | ------- |
| 1998 | 8,447     | 0       | 8,447   |
| 1999 | 17,627    | 20      | 17,647  |
| 2000 | 82,896    | 3,823   | 86,719  |
| 2001 | 87,175    | 6,092   | 93,267  |
| 2002 | 102,806   | 8,245   | 111,051 |
| 2003 | 120,325   | 30,416  | 150,741 |
| 2004 | 139,759   | 75,871  | 215,630 |
| 2005 | 156,291   | 96,560  | 252,851 |
| 2006 | 186,174   | 113,339 | 299,513 |
| 2007 | 200,411   | 126,749 | 327,160 |
| 2008 | 245,397   | 243,919 | 489,316 |
| 2009 | 289,863   | 270,017 | 559,880 |
| 2010 | 356,717   | 247,102 | 603,819 |
| 2011 | 373,709   | 242,330 | 616,039 |
| 2012 | 391,276   | 250,005 | 641,281 |
| 2013 | 380,000   | 233,260 | 613,260 |
| 2014 | 410,000   | 191,221 | 601,221 |
| 2015 | 476,001   | 167,268 | 643,269 |
| 2016 | 500,537   | 161,517 | 662,054 |
| 2017 | 527,320   | 150,901 | 678,221 |
| 2018 | 550,002   | 160,010 | 710,012 |
| 2019 | 510,260   | 181,200 | 691,460 |

HMIL은 현재 아프리카, 중동, 라틴아메리카, 오스트레일리아, 아시아 등 92개국 이상에 차량을 수출하고 있다.
2010년 2월 HMIL은 100만 대 수출 기록을 달성했다.
HMIL은 EEPC로부터 10년 연속 "올해의 최고 수출업체" 상을 수상했다. 2009년에는 270,017대로 최고 수출량을 기록했다. 2025년 현재 HMIL은 마루티 스즈키에 이어 인도에서 두 번째로 큰 자동차 수출업체이다.

## 수상 및 성과
- 올해의 인도 자동차(ICOTY)
  - 2008 — 현대 i10
  - 2014 — 현대 그랜드 i10
  - 2015 — 현대 엘리트 i20
  - 2016 — 현대 크레타
  - 2018 — 현대 베르나
  - 2020 — 현대 베뉴
  - 2021 — 현대 i20
- J D 파워 어필 어워드 2016 – 그랜드 i10, 엘리트 i20 및 크레타의 글로벌 표준에 따른 '인도산' 제품의 우수성 입증.
- JD 파워 인도 고객 만족도 상 2017 – 애프터 서비스 고객 만족도 1위.

## 브랜드 홍보대사
현대차는 최근 인도에서 출시된 서브컴팩트 세단인 현대 Xcent의 브랜드 홍보대사로 샤루크 칸을 영입했다. 1998년, SRK는 현대 싼트로의 첫 TV 광고를 촬영했으며, 그의 자동차 브랜드와의 인연은 23년째를 맞이했다.
2010년 칸은 NDTV 프로핏 자동차 및 오토바이 어워드에서 현대 i10의 "올해의 브랜드 홍보대사" 상을 수상했다.
칸은 또한 현대의 "더 나은 사람이 되세요" 도로 안전 캠페인을 홍보한다.
2017년 7월, 현대 인도는 칸과의 계약을 2년 연장했다.
2024년 현대자동차 인도는 현대 크레타 페이스리프트에 앞서 디피카 파두콘을 샤루크 칸과 함께 브랜드 홍보대사로 임명했다.

## 충전 네트워크
현대자동차 인도는 인도 주요 고속도로와 도시에 전략적으로 11개의 초고속 충전소를 추가했다. 그리고 2027년까지 100개 이상의 충전소를 설치할 계획이다.

## 현대자동차 인도 재단
2021년 현대자동차 인도 법인의 자선 부문인 현대자동차 인도 재단(HMIF)은 새로운 이니셔티브인 '아트 포 호프(Art for Hope)'를 발표했다. 이는 디지털 아트, 공예, 다학제 예술, 공연 예술, 시각 예술 등 다양한 분야의 예술가들을 지원하는 데 목적이 있다. 이 프로젝트는 2021년 10월에 시작될 예정이다. 선정된 예술가들은 아이디어를 교환하고 예술 프로젝트를 완성하며 주요 업계 인사들의 멘토링을 받을 기회를 얻게 된다. 최종 프로젝트는 인도 전역의 미술 전시회에서 전시될 예정이다.

## 같이 보기
- 현대자동차그룹
- 인도의 자동차 산업
- 현대자동차 제조 시설 목록